# Конкорд (Вирџинија)
Конкорд (енгл. Concord) насељено је место без административног статуса у америчкој савезној држави Вирџинија.

## Демографија
По попису из 2010. године број становника је 1.458.
| Група             | 2000.    | 2010.         |
| Белци             | 0 (0,0%) | 1.235 (84,7%) |
| Афроамериканци    | 0 (0,0%) | 171 (11,7%)   |
| Азијати           | 0 (0,0%) | 3 (0,2%)      |
| Хиспаноамериканци | 0 (0,0%) | 28 (1,9%)     |
| Укупно            | 0        | 1.458         |